# トムロルフ
トムロルフ（Tom Rolfe、1962年 - 1989年）はアメリカの競走馬。父リボーがアメリカで残した最良の産駒の一頭である。母ポカホンタスは19世紀の大繁殖牝馬ポカホンタスと同名で、ともに人物名ポカホンタスに由来する。本馬はそのポカホンタスの一人息子トマス・ロルフから連想され、トムロルフと名付けられた。
トムロルフは31戦のうち16の競走に勝ち、67万ドルの賞金を獲得した。3歳のときにはその年の最優秀3歳牡馬に選ばれ、アメリカの殿堂騎手ロン・ターコットの騎乗でプリークネスステークスに優勝した。さらに、その年の末には自身の能力を証明するためにフランスの凱旋門賞に出走した。結果は6着に終わったが、史上最強メンバーと呼ばれる凱旋門賞で、恵まれない臨戦態勢にもかかわらずシーバードの6着というのは好走の部類に入るだろう。
ケンタッキー州のパリス郊外にあるクレイボーンファームで種牡馬入りし、種牡馬としても成功した。今日では優秀な母の父として知られている。直仔で代表的なのはホイストザフラッグであった。
トムロルフは1989年に死亡し、牧場のマーチモント墓地に埋葬された。

## 競走成績
- 1964年（10戦3勝）
  - カウディンステークス
  - 3着 - フューチュリティステークス
- 1965年（13戦9勝）
  - プリークネスステークス、サイテーションハンデキャップ、シカゴアンステークス、アーリントンクラシックステークス、アメリカンダービー
  - 2着 - ベルモントステークス
  - 3着 - ケンタッキーダービー
- 1966年（9戦4勝）
  - アケダクトハンデキャップ、サルヴェーターマイルハンデキャップ

## 主な産駒
- ランザガントレット（ワシントンDCインターナショナル、マンノウォーステークス、ユナイテッドネイションズステークス）[1]
- ボウルゲーム（ワシントンDCインターナショナル、マンノウォーステークス、ガルフストリームパークハンデキャップ）
- ドロールロール（ワシントンDCインターナショナル）
- ホイストザフラッグ
- アレミロード（オイロパ賞）
- フレンチコロニアル

## 血統表
| トムロルフの血統リボー系・9号族(9-h) / Papyrus 4×5=9.38%、Buchan 5×4=9.38%、Phalaris 5×5=6.25% | トムロルフの血統リボー系・9号族(9-h) / Papyrus 4×5=9.38%、Buchan 5×4=9.38%、Phalaris 5×5=6.25% | トムロルフの血統リボー系・9号族(9-h) / Papyrus 4×5=9.38%、Buchan 5×4=9.38%、Phalaris 5×5=6.25% | （血統表の出典）    | （血統表の出典）  |
| 父 Ribot 1952 鹿毛                                                                             | 父の父Tenerani 1944 鹿毛                                                                       | Bellini                                                                                        | Cavaliere Darpino   | Cavaliere Darpino |
| 父 Ribot 1952 鹿毛                                                                             | 父の父Tenerani 1944 鹿毛                                                                       | Bellini                                                                                        | Bella Minna         |                   |
| 父 Ribot 1952 鹿毛                                                                             | 父の父Tenerani 1944 鹿毛                                                                       | Tofanella                                                                                      | Apelle              | Apelle            |
| 父 Ribot 1952 鹿毛                                                                             | 父の父Tenerani 1944 鹿毛                                                                       | Tofanella                                                                                      | Try Try Again       |                   |
| 父 Ribot 1952 鹿毛                                                                             | 父の母Romanella 1943 栗毛                                                                      | El Greco                                                                                       | Pharos              | Pharos            |
| 父 Ribot 1952 鹿毛                                                                             | 父の母Romanella 1943 栗毛                                                                      | El Greco                                                                                       | Gay Gamp            |                   |
| 父 Ribot 1952 鹿毛                                                                             | 父の母Romanella 1943 栗毛                                                                      | Barbara Burrini                                                                                | Papyrus             | Papyrus           |
| 父 Ribot 1952 鹿毛                                                                             | 父の母Romanella 1943 栗毛                                                                      | Barbara Burrini                                                                                | Bucolic             |                   |
| 母 Pocahontas II 1955 黒鹿毛                                                                   | 母の父Roman 1937 鹿毛                                                                          | Sir Gallahad                                                                                   | Teddy               | Teddy             |
| 母 Pocahontas II 1955 黒鹿毛                                                                   | 母の父Roman 1937 鹿毛                                                                          | Sir Gallahad                                                                                   | Plucky Liege        |                   |
| 母 Pocahontas II 1955 黒鹿毛                                                                   | 母の父Roman 1937 鹿毛                                                                          | Buckup                                                                                         | Buchan              | Buchan            |
| 母 Pocahontas II 1955 黒鹿毛                                                                   | 母の父Roman 1937 鹿毛                                                                          | Buckup                                                                                         | Look Up             |                   |
| 母 Pocahontas II 1955 黒鹿毛                                                                   | 母の母How 1948 黒鹿毛                                                                          | Princequillo                                                                                   | Prince Rose         | Prince Rose       |
| 母 Pocahontas II 1955 黒鹿毛                                                                   | 母の母How 1948 黒鹿毛                                                                          | Princequillo                                                                                   | Cosquilla           |                   |
| 母 Pocahontas II 1955 黒鹿毛                                                                   | 母の母How 1948 黒鹿毛                                                                          | The Squaw                                                                                      | Sickle              | Sickle            |
| 母 Pocahontas II 1955 黒鹿毛                                                                   | 母の母How 1948 黒鹿毛                                                                          | The Squaw                                                                                      | Minnewaska F-No.9-h |                   |